# 馒状菱蟹
馒状菱蟹（学名：Pseudolambrus calappoides）为菱蟹科的动物，舊屬菱蟹属（Parthenope），今屬一個獨立的擬緊握蟹属（Pseudolambrus）。發現於印度洋的塞舌爾群島，分布于日本、澳大利亚、斯里兰卡、印度、红海、马达加斯加的西北部岛屿，包括南海、北部湾等海域，生活环境为海水，主要栖息于30-50米深的泥沙底或具贝壳的沙底。